# Камишлитамацька сільська рада
Камишлитама́цька сільська рада (рос. Камышлытамакский сельский совет) — муніципальне утворення у складі Бакалинського району Башкортостану, Росія. Адміністративний центр — село Камишлитамак.

## Населення
Населення — 705 осіб (2019, 851 у 2010, 943 у 2002).

## Склад
До складу поселення входять такі населені пункти:
| Населений пункт    | Населення, осіб (2002) | Населення, осіб (2010) |
| ------------------ | ---------------------- | ---------------------- |
| Камишлитамак, село | 498                    | 468                    |
| Сакатово, присілок | 258                    | 204                    |
| Устюмово, присілок | 190                    | 179                    |